# Mons-en-Montois
Mons-en-Montois és un municipi francès, situat al departament de Sena i Marne i a la regió de Illa de França. L'any 2007 tenia 442 habitants.
Forma part del cantó de Provins, del districte de Provins i de la Comunitat de comunes Bassée-Montois.

## Demografia

### Població
El 2007 la població de fet de Mons-en-Montois era de 442 persones. Hi havia 160 famílies, de les quals 26 eren unipersonals (15 homes vivint sols i 11 dones vivint soles), 52 parelles sense fills, 71 parelles amb fills i 11 famílies monoparentals amb fills.
La població ha evolucionat segons el següent gràfic:
Habitants censats

### Habitatges
El 2007 hi havia 212 habitatges, 163 eren l'habitatge principal de la família, 38 eren segones residències i 11 estaven desocupats. 210 eren cases i 2 eren apartaments. Dels 163 habitatges principals, 143 estaven ocupats pels seus propietaris, 14 estaven llogats i ocupats pels llogaters i 7 estaven cedits a títol gratuït; 7 tenien dues cambres, 32 en tenien tres, 35 en tenien quatre i 90 en tenien cinc o més. 131 habitatges disposaven pel capbaix d'una plaça de pàrquing. A 61 habitatges hi havia un automòbil i a 96 n'hi havia dos o més.

### Piràmide de població
La piràmide de població per edats i sexe el 2009 era:
| Homes | Edats   | Dones |
| ----- | ------- | ----- |
| 0     | 95 o +  | 0     |
| 0     | 90 a 94 | 8     |
| 4     | 85 a 89 | 0     |
| 4     | 80 a 84 | 4     |
| 4     | 75 a 79 | 12    |
| 4     | 70 a 74 | 4     |
| 16    | 65 a 69 | 12    |
| 8     | 60 a 64 | 0     |
| 4     | 55 a 59 | 12    |
| 8     | 50 a 54 | 12    |
| 20    | 45 a 49 | 12    |
| 20    | 40 a 44 | 32    |
| 20    | 35 a 39 | 24    |
| 8     | 30 a 34 | 12    |
| 16    | 25 a 29 | 4     |
| 24    | 20 a 24 | 4     |
| 24    | 15 a 19 | 16    |
| 16    | 10 a 14 | 20    |
| 8     | 5 a 9   | 12    |
| 12    | 0 a 4   | 0     |

## Economia
El 2007 la població en edat de treballar era de 290 persones, 208 eren actives i 82 eren inactives. De les 208 persones actives 191 estaven ocupades (100 homes i 91 dones) i 17 estaven aturades (10 homes i 7 dones). De les 82 persones inactives 25 estaven jubilades, 27 estaven estudiant i 30 estaven classificades com a «altres inactius».

### Ingressos
El 2009 a Mons-en-Montois hi havia 173 unitats fiscals que integraven 487 persones, la mediana anual d'ingressos fiscals per persona era de 17.771 €.

### Activitats econòmiques
Dels 16 establiments que hi havia el 2007, 1 era d'una empresa extractiva, 3 d'empreses de construcció, 6 d'empreses de comerç i reparació d'automòbils, 2 d'empreses de transport, 1 d'una empresa d'hostatgeria i restauració, 1 d'una empresa d'informació i comunicació, 1 d'una empresa immobiliària i 1 d'una empresa classificada com a «altres activitats de serveis».
Dels 5 establiments de servei als particulars que hi havia el 2009, 1 era un taller de reparació d'automòbils i de material agrícola, 1 guixaire pintor, 1 electricista, 1 perruqueria i 1 agència immobiliària.
L'únic establiment comercial que hi havia el 2009 era una floristeria.
L'any 2000 a Mons-en-Montois hi havia 4 explotacions agrícoles.

## Equipaments sanitaris i escolars
El 2009 hi havia una escola elemental integrada dins d'un grup escolar amb les comunes properes formant una escola dispersa.

## Poblacions més properes
El següent diagrama mostra les poblacions més properes.